# Frank Campeau
Pour les articles homonymes, voir Campeau.
Frank Campeau est un acteur américain, né le 14 décembre 1864 à Détroit (Michigan), mort le 5 novembre 1943 à Los Angeles — Quartier de Woodland Hills (Californie).

## Biographie

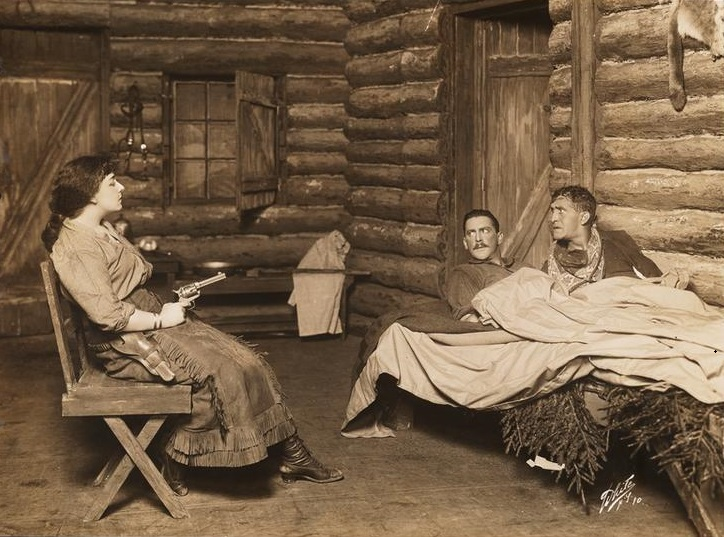
En 1913 à Broadway, avec Mary Young et John Barrymore (au centre), dans Believe Me, Xantippe

Frank Campeau entame sa carrière d'acteur au théâtre et joue notamment à Broadway (New York) dans quatre pièces, la première en 1904, la dernière en 1916. Entretemps, mentionnons Believe Me, Xantippe en 1913, avec John Barrymore, Henry Hull, Theodore Roberts et Mary Young.
Au cinéma, il contribue à quatre-vingt-quinze films américains (y compris trente-neuf westerns), dont une soixantaine muets, le premier étant le court métrage Kit Carson's Wooing de Francis Boggs, avec Jack Conway, sorti en 1911.
En particulier, il apparaît dans trois films muets de John Ford, Le Pionnier de la baie d'Hudson (1923, avec Tom Mix et Kathleen Key), La Tornade (1923, avec David Butler et Gladys Hulette) et Trois Sublimes Canailles (1926, avec George O'Brien et Olive Borden).
Autre fait notable, il collabore à quinze films muets ayant pour vedette Douglas Fairbanks, sortis de 1916 à 1921, dont Douglas le nouveau D'Artagnan (A Modern Musketeer) d'Allan Dwan (1917) et His Majesty, the American de Joseph Henabery (1919), tous deux avec également Marjorie Daw.
Parmi ses films parlants, citons The Gamblers de Michael Curtiz (1929, avec H. B. Warner et Lois Wilson), Abraham Lincoln de D. W. Griffith (1930, avec Walter Huston dans le rôle-titre, lui-même personnifiant Philip Sheridan), L'Attaque de la caravane d'Otto Brower et David Burton (1931, avec Gary Cooper et Lili Damita), ou encore Robin des Bois d'El Dorado de William A. Wellman (1936, avec Warner Baxter dans le rôle-titre). Son dernier film, où il tient un petit rôle non crédité, sort en 1940.

## Théâtre à Broadway (intégrale)
- 1904 : The Virginian de Kirke La Shelle (en) et Owen Wister, avec Dustin Farnum
- 1913 : The Ghost Breaker (en) de Paul Dickey (en) et Charles W. Goddard (en), avec H. B. Warner
- 1913 : Believe Me, Xantippe de John Frederick Ballard, avec John Barrymore, Henry Hull, Theodore Roberts
- 1916 : Rio Grande d'Augustus Thomas, avec Richard Bennett, Theodore von Eltz

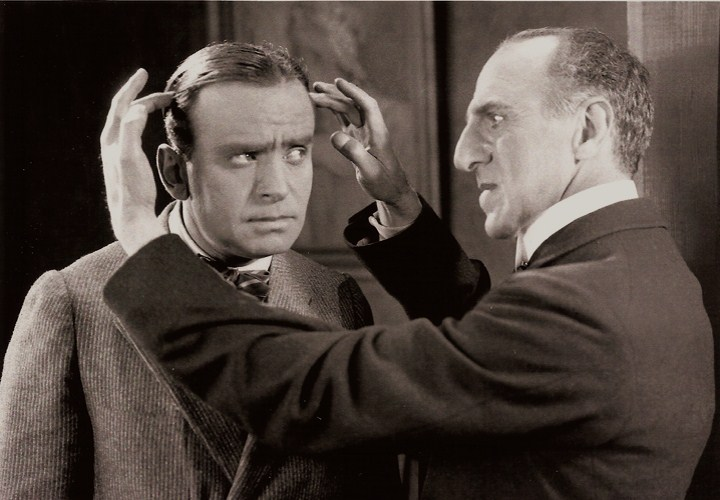
Avec Douglas Fairbanks dans Cauchemars et Superstitions (When the Clouds Roll By) (1919)

## Filmographie partielle
- 1911 : Kit Carson's Wooing de Francis Boggs (court métrage)
- 1915 : Jordan Is a Hard Road d'Allan Dwan
- 1916 : The Wood Nymph (en) de Paul Powell
- 1917 : Douglas le nouveau D'Artagnan (A Modern Musketeer) d'Allan Dwan
- 1917 : Le Sauveur du ranch de Joseph Henabery
- 1917 : Reaching for the Moon de John Emerson
- 1918 : Headin' South d'Allan Dwan et Arthur Rosson
- 1918 : Douglas reporter (en) (Say! Young Fellow) de Joseph Henabery
- 1918 : Le Lieutenant Douglas (Arizona) de Douglas Fairbanks et Albert Parker
- 1918 : Douglas au pays des mosquées (Bound in Morocco) d'Allan Dwan
- 1918 : Douglas a le sourire (He Comes Up Smiling) d'Allan Dwan
- 1919 : Cauchemars et Superstitions (When the Clouds Roll By) de Victor Fleming et Theodore Reed
- 1919 : Cheating Cheaters d'Allan Dwan
- 1919 : Sa Majesté Douglas (His Majesty, the American) de Joseph Henabery
- 1919 : Douglas brigand par amour (The Knickerbocker Buckaroo) de Albert Parker
- 1920 : Une poule mouillée (The Mollycoddle) de Victor Fleming
- 1920 : Fatty candidat de Joseph Henabery
- 1921 : Le Kid (The Kid) de Charlie Chaplin
- 1921 : Le Carnet rouge (The Killer) de Jack Conway et Howard Hickman
- 1921 : For Those We Love d'Arthur Rosson
- 1921 : The Sin of Martha Queed d'Allan Dwan
- 1922 : La Justicière (The Crimson Challenge) de Paul Powell
- 1922 : Centaure (Just Tony) de Lynn Reynolds de Lynn Reynolds
- 1922 : The Lane That Had No Turning de Victor Fleming
- 1922 : Tu ne tueras point (The Trap), de Robert Thornby
- 1922 : L'Homme aux deux visages (Skin Deep) de Lambert Hillyer
- 1923 : Le Pionnier de la baie d'Hudson (North of Hudson Bay) de John Ford
- 1923 : La Loi du désert (Three Who Paid) de Colin Campbell
- 1923 : L'Île des navires perdus (The Isle of Lost Ships) de Maurice Tourneur
- 1923 : L'Araignée et la Rose (The Spider and the Rose) de John McDermott
- 1923 : La Tornade (Hoodman Blind) de John Ford
- 1923 : Jusqu'au dernier homme (To the Last Man) de Victor Fleming
- 1923 : Quicksands de Jack Conway

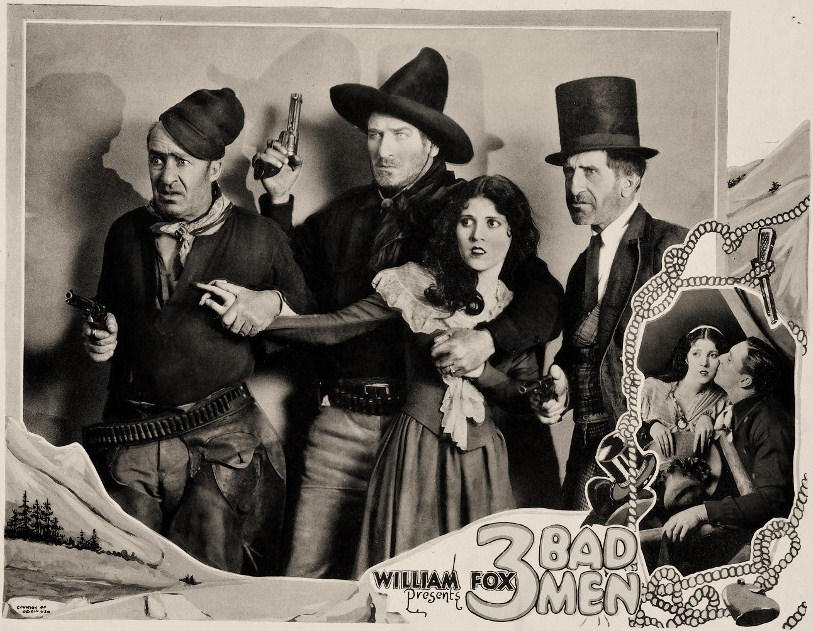
De g. à d. : J. Farrell MacDonald, Tom Santschi, Olive Borden, Frank Campeau et George O'Brien, dans Trois sublimes canailles (1926, poster promotionnel)

- 1924 : Battling Bunyan de Paul Hurst
- 1924 : Le Vainqueur (The Alaskan) de Herbert Brenon
- 1924 : Not a Drum Was Heard de William A. Wellman
- 1924 : Les Fraudeurs (Those Who Dance) de Lambert Hillyer
- 1925 : Une nuit de folie (Manhattan Madness) de John McDermott
- 1925 : En disgrâce (Coming Through) de A. Edward Sutherland
- 1925 : The Saddle Hawk d'Edward Sedgwick
- 1925 : Pleasure Buyers de Chester Withey
- 1926 : Sea Horses d'Allan Dwan
- 1926 : No Man's Gold (en) de Lewis Seiler
- 1926 : Trois Sublimes Canailles (3 Bad Men) de John Ford
- 1927 : Quelle averse ! (Let It Rain) d'Edward F. Cline
- 1927 : The Heart of the Yukon (en) de W. S. Van Dyke
- 1927 : The First Auto de Roy Del Ruth
- 1929 : Chante-nous ça ! (Say It with Songs) de Lloyd Bacon
- 1929 : Points West (pl) d'Arthur Rosson
- 1929 : In the Headlines (en) de John G. Adolfi
- 1929 : The Gamblers de Michael Curtiz
- 1929 : Sea Fury (en) de George Melford

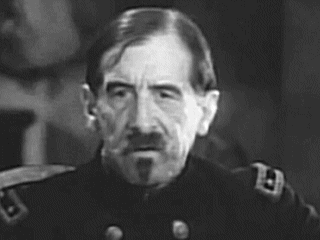
Dans Abraham Lincoln (1930)

- 1930 : Le Dernier des Duane (The Last of the Duanes) d'Alfred L. Werker
- 1930 : Trifles de Bryan Foy
- 1930 : Lightnin' d'Henry King
- 1930 : Le Suprême Enjeu (en) (Hide-Out) de Reginald Barker
- 1930 : Captain Thunder d'Alan Crosland
- 1930 : Abraham Lincoln ou D. W. Griffith's Abraham Lincoln de D. W. Griffith
- 1930 : A Soldier's Plaything de Michael Curtiz
- 1931 : L'Attaque de la caravane (Fighting Caravans) d'Otto Brower et David Burton
- 1932 : Girl of the Rio (en) d'Herbert Brenon
- 1932 : L'Aigle blanc (White Eagle) de Lambert Hillyer
- 1933 : Smoky d'Eugene Forde
- 1935 : Hop-a-long Cassidy d'Howard Bretherton
- 1935 : L'Appel de la forêt (The Call of the Wind) de William A. Wellman
- 1936 : Empty Saddles de Lesley Selander
- 1936 : Robin des Bois d'El Dorado (The Robin Hood of El Dorado) de William A. Wellman
- 1936 : The Border Patrolman de David Howard
- 1937 : L'Espionne de Castille (The Firefly) de Robert Z. Leonard
- 1937 : Black Aces (en) de Buck Jones et Lesley Selander
- 1938 : Border Wolves (en) de Joseph H. Lewis
- 1938 : Marie-Antoinette (Marie Antoinette) de W. S. Van Dyke
- 1938 : The Painted Trail (en) de Robert F. Hill
- 1938 : King of the Sierras (en) ou Black Stallion de Samuel Diege et Arthur Rosson
- 1940 : Murder on the Yukon (en) de Louis J. Gasnier